# 20
Năm 20 (XX) là một năm bắt đầu từ Thứ Tư trong lịch Julius. 

## Sinh
- Lê Chân